# Aleksander Sosna

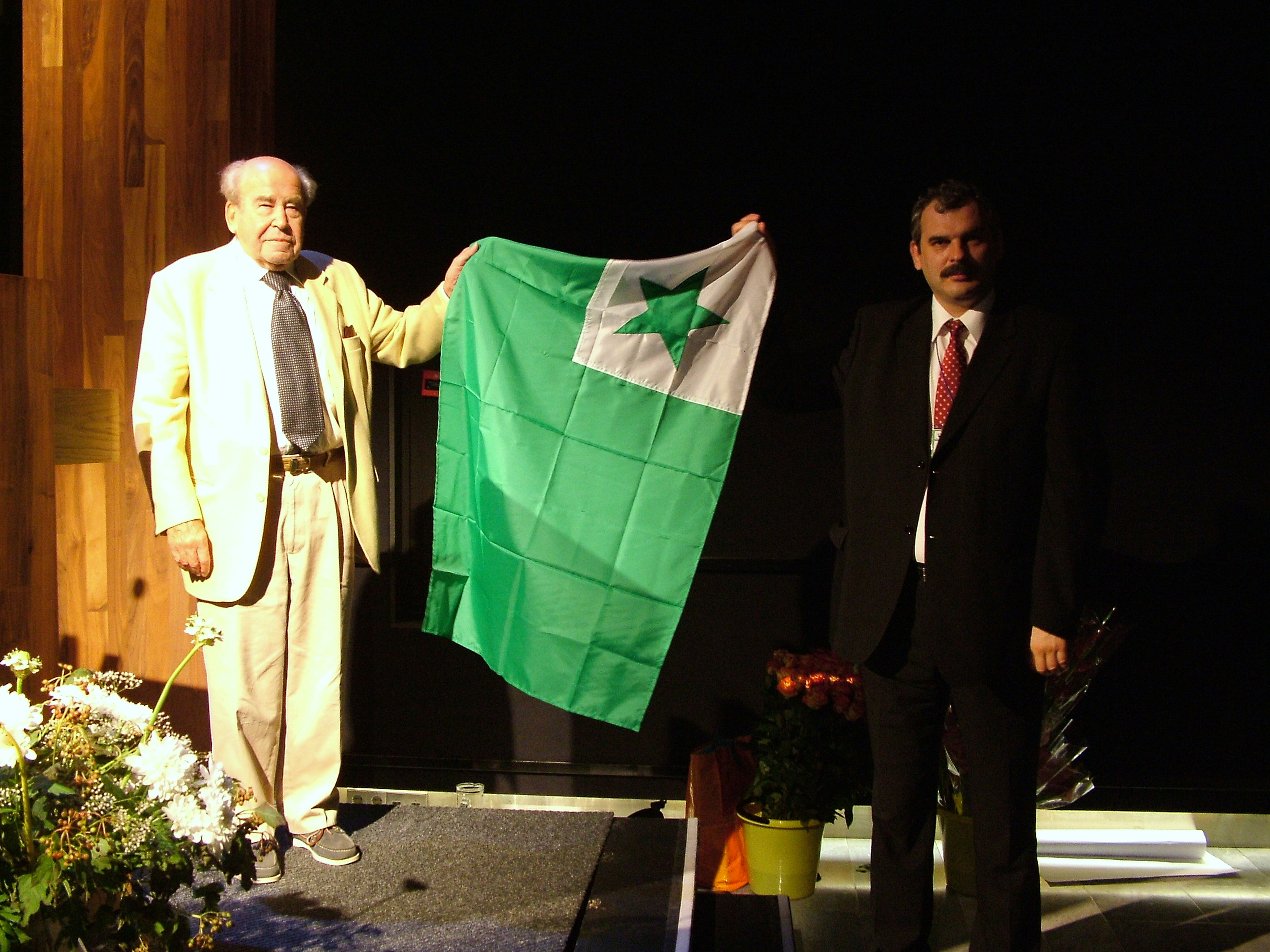
Krzysztof Zamenhof-Zaleski i Aleksander Sosna z flagą esperancką

Aleksander Sosna, biał. Аляксандр Сасна, Alaksandr Sasna (ur. 21 września 1963 w Orli) – polski urzędnik samorządowy, działacz prawosławny, poseł na Sejm VII kadencji, były doradca społeczny prezydenta RP i wiceprezydent Białegostoku.

## Życiorys
Absolwent Liceum Ogólnokształcącego im. Komisji Edukacji Narodowej w Siemiatyczach. W 1987 ukończył studia na Wydziale Prawa Uniwersytetu Warszawskiego Filia w Białymstoku. Pracował w Zakładzie Ubezpieczeń Społecznych, następnie w 1991 został zatrudniony w Państwowej Inspekcji Pracy. Po wyborach samorządowych w 2006 prezydent Białegostoku Tadeusz Truskolaski powierzył mu obowiązki swojego zastępcy. Po wyborach samorządowych w 2010 zachował to stanowisko. Urzędowanie zakończył po objęciu mandatu poselskiego w czerwcu 2014. 13 grudnia 2010 prezydent Bronisław Komorowski powołał go na społecznego doradcę prezydenta ds. społeczności prawosławnej i mniejszości białoruskiej w Polsce.
Zaangażowany w działalność organizacji prawosławnych, m.in. jako sekretarz Stowarzyszenia Bractwo Prawosławne św. św. Cyryla i Metodego, a także działacz Forum Mniejszości Podlasia. W 2011 w ramach zawartego porozumienia jako przedstawiciel FMP kandydował do Sejmu z listy Platformy Obywatelskiej. Nie uzyskał wówczas mandatu, jednak objął go 5 czerwca 2014 w miejsce wybranej do Parlamentu Europejskiego Barbary Kudryckiej. 27 czerwca tego samego roku został odwołany ze stanowiska doradcy społecznego prezydenta w związku z objęciem mandatu poselskiego. We wrześniu 2015 został kandydatem Zjednoczonej Lewicy do Sejmu następnej kadencji, przeszedł też z klubu parlamentarnego PO do klubu Sojuszu Lewicy Demokratycznej. W wyniku wyborów nie uzyskał poselskiej reelekcji.
W 2011 odznaczony Złotym Krzyżem Zasługi.